# Seututie 930
Pour les articles homonymes, voir Route 930.
La route régionale 930 (finnois : Seututie 930) est une route régionale allant du village d'Aavasaksa à Ylitornio jusqu'au village Muurola à Rovaniemi en Finlande.

## Description
La route régionale 930 est une route de la régione de Laponie allant du village d'Aavasaksa d'Ylitornio  au village de Muurola à Rovaniemi. 
La route fait 81 kilomètres de long.
La transformation de la route régionale 930 en route principale est présentée dans le plan Transport de Laponie 2020.

## Parcours
- Ylitornio
  - Aavasaksa
  - Mellakoski
  - Mellajärvi
- Rovaniemi
  - Louejärvi
  - Muurola